# Pomorski Kurier Nieruchomości
Pomorski Kurier Nieruchomości – specjalistyczny dwutygodnik branżowy ukazujący się na terenie województwa pomorskiego od września 2005 r. 
Magazyn dotyczy w całości tematyki rynku nieruchomości i jest największym tego typu czasopismem w regionie. Zawiera przede wszystkim ogłoszenia nieruchomości zamieszczane przez deweloperów i agencje nieruchomości. Dwutygodnik objęty jest patronatem Stowarzyszenia Pomorskiego Pośredników w Obrocie Nieruchomościami oraz Pomorskiego Stowarzyszenia Rzeczoznawców Majątkowych.
Pomorski Kurier Nieruchomości wydawany jest przez firmę Media Nieruchomości Sp. z o.o. Bliźniacze magazyny ukazują się także w województwach mazowieckim, małopolskim, śląskim i lubelskim. Firma jest również właścicielem ogólnopolskiego serwisu nieruchomości nportal.pl.

## Stałe działy magazynu
- Rynek pierwotny – oferty
- Rynek wtórny – oferty
- Oferty drobne
- Zestawienie kredytów hipotecznych
- Mapa inwestycji mieszkaniowych w Trójmieście
- Strony SPPON i PTRM
- Oferty na wyłączność MLS Pomorze
- Artykuły i porady z branży